# Antropologia física
L'antropologia física és la ciència que es dedica a l'estudi de la variabilitat i evolució orgànica de l'ésser humà i de les seves determinants culturals i de comportament. Estudia la variabilitat biològica de l'ésser humà com a entitat individual i com a espècie. En aquest sentit, l'antropologia física és una ciència articulada sòlidament, tant amb les ciències naturals com amb les socials, tot i que el seu context metodològic i epistemològic, sens dubte, correspon al de les ciències experimentals.

## Orígens i desenvolupament
Els inicis de l'antropologia física com a disciplina científica es podrien situar a mitjan segle xix, amb la publicació del llibre de Charles Darwin L'origen de les espècies, i molt especialment amb la posterior publicació L'origen de l'home. L'interès per la descripció i catalogació de les diferències morfològiques presents en moltes poblacions humanes portaria a l'aparició d'un seguit de metodologies basades en la descripció de tipologies morfològiques en humans.

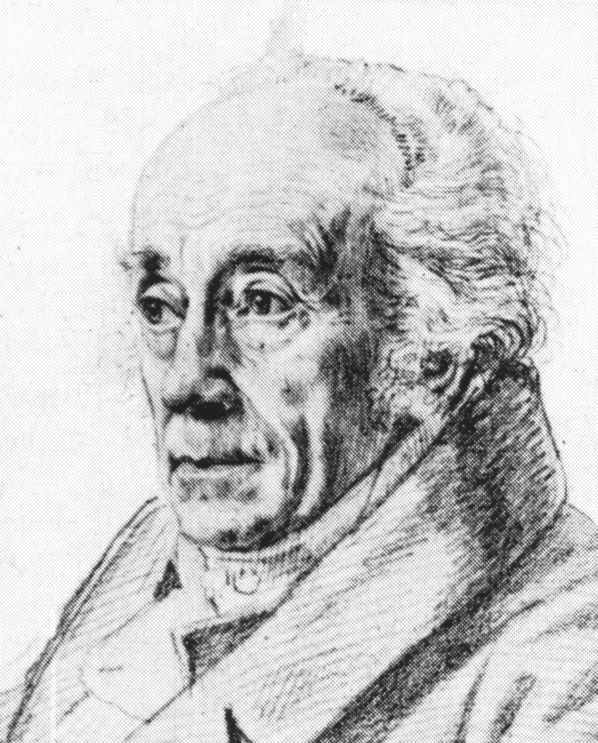
Johann Friedrich Blumenbach

Molts identifiquen Johann Friedrich Blumenbach (1752-1840) com un dels primers autors a escriure sobre "varietats humanes" en la tercera edició de De humani generis nativa varietate, publicat el 1795. En aquesta, Blumenbach va dividir l'espècie humana en cinc varietats o "races", que han estat denominades des de llavors com "les cinc races de Blumenbach".

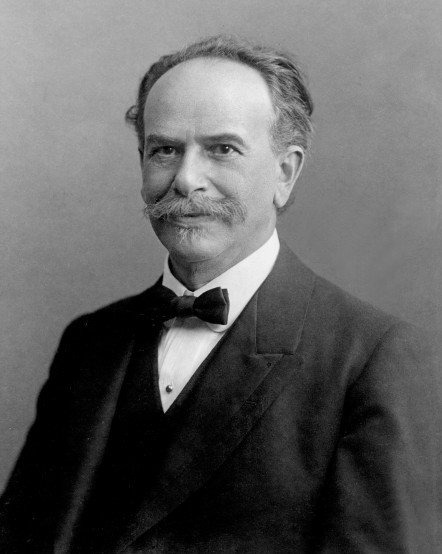
Franz Boas

A finals de segle xix, l'antropòleg Franz Boas (1858-1942) tindria un impacte fonamental en l'antropologia biològica per ser un dels més grans opositors al racisme científic dins de la disciplina, i a l'emfasització de la influència de la cultura i l'ambient en la biologia humana. Boas és generalment associat a l'antropologia cultural, però el seu impacte en l'antropologia biològica és considerable, ja que va produir més de 180 treballs, que abastaven des de l'antropometria i l'osteometria fins a la influència de l'ambient en la biologia humana, incloent-hi el desenvolupament i creixement humans. Va ser el primer científic influent a demostrar mitjançant estadística multivariada que l'ambient és el factor més rellevant a modelar les diferències físiques entre els humans.
Entrat el segle xx, s'hi anirien afegint coneixements d'altres disciplines científiques, com és el cas de l'estudi genètic. Actualment, podem considerar dos camps de treball principals dins l'antropologia física: l'estudi anatòmic i osteològic de restes humanes, i l'estudi molecular i genètic de poblacions humanes. En ambdós casos, l'objectiu és el mateix: la descripció i estudi de la variabilitat humana, així com la seva adaptació a l'entorn.

## Branques
L'antropologia biològica té una variada gamma de subespecialitats enfocades en algun aspecte específic de l'estudi de la variabilitat biològica humana. Totes elles, però, s'agrupen perquè usen una perspectiva evolutiva per a comprendre el seu objecte d'estudi particular. Alguna d'aquestes subespecialitats són:

### Forense
L'antropologia forense és l'aplicació de la ciència de l'antropologia física o antropologia biològica al procés legal. Tracta directament la identificació de cadàvers i restes humanes, i el desxiframent de les circumstàncies de la mort. També, practica la reconstrucció de la biografia biològica ante mortem de l'individu, amb el propòsit d'establir com vivia la víctima abans de la seva mort, l'edat, el sexe, llinatge ancestral, trauma físic durant la vida (malalties, cops, etc.), data de defunció i si es pot, també, identifica si hi ha hagut danys en l'individu post mortem.

### Paleopatologia
La paleopatologia és una disciplina que estudia les dents, ossos, mostres de pèl, mostres de pell, etc., de les restes humanes, per a obtenir una idea de la nutrició, traumes o malalties que presentava l'organisme en estudi quan vivia.

### Paleoantropologia
La paleoantropologia és la branca de l'antropologia física que s'ocupa de l'estudi de l'evolució humana i els seus avantpassats extints. En altres paraules, dels homínids antics. Per al seu estudi utilitza fòssils, artefactes i eines per a poder-ne analitzar el context geològic i arqueològic. Els descobriments i troballes d'aquesta subespecialitat han contribuït a la creació de la cronologia de la història natural i evolutiva dels éssers humans.

### Antropologia genètica / molecular
L'antropologia molecular és l'estudi evolutiu i genètic de les poblacions humanes i de primats. L'antropologia molecular va començar a desenvolupar-se quan es pogué identificar l'ADN i es va fundar quan es va aconseguir desxifrar el genoma humà. Aquesta subdisciplina suggereix que les espècies tenen un "rellotge molecular" i en comparar l'ADN d'espècies ancestrals i el de les espècies modernes es pot identificar la trajectòria d'evolució de l'espècie.

### Ecologia humana
És l'estudi de la relació existent entre l'ésser humà i el medi ambient en el qual es desenvolupa.

### Bioarqueologia
La bioarqueologia estudia les poblacions humanes del passat mitjançant les restes òssies (esquelets) recuperades de jaciments arqueològics, en context i en conjunt amb els materials culturals provinents dels mateixos llocs.